# Mitch Mitchell
John Graham Mitchell, detto Mitch (Ealing, 9 luglio 1946 – Portland, 12 novembre 2008), è stato un batterista inglese, noto soprattutto per aver fatto parte del trio The Jimi Hendrix Experience.
Inserito nella Modern Drummer Hall of Fame nel 2009 e nella Rock and Roll Hall of Fame nel 1992, la rivista Rolling Stone lo ha posto all'ottava posizione nella lista dei migliori batteristi di sempre.

## Biografia
Prima di diventare noto al grande pubblico come il batterista di Jimi Hendrix, Mitch Mitchell era già un personaggio di spettacolo: aveva infatti lavorato come attore per la televisione e nelle fiction radiofoniche. .
Nel 1960,  a tredici anni, ottenne il ruolo di protagonista nel film Bottoms Up, del regista italiano Mario Zampi, interpretando Wendover, e iniziò ad avvicinarsi alla batteria come autodidatta.
Le sue principali influenze furono Elvin Jones e Tony Williams.
Quando ancora andava a scuola, iniziò a lavorare, solo il sabato, nel negozio di batterie di Jim Marshall, e qui nel retro bottega prendeva lezioni di batteria proprio dal noto costruttore di amplificatori, che quando finì la guerra decise di affiancare al suo ruolo di batterista anche quello di insegnante dello strumento. Proprio con il figlio di Jim Marshall, il sassofonista Terry Marshall, nacque la prima band di Mitch, i Soul Messengers. 
All'inizio della sua carriera acquisì una considerevole esperienza musicale come musicista in tour e session, lavorando con Pete Nelson and the Travelers, Frankie Reid and the Casuals (1962), Johnny Harris and the Shades, Bill Knight & the Sceptres e The Who, quando questi stavano sostituendo Doug Sandom con Keith Moon e nel 1965 suonò con i Pretty Things, sostituendo  temporaneamente il loro batterista  Viv Prince, inoltre  militò per un breve periodo nella band rhythm and blues Georgie Fame and the Blue Flames del tastierista e cantante inglese Georgie Fame.

### La Experience e la collaborazione finale con Hendrix (1966 - 1970)
Nell'ottobre del 1966 partecipò ad un'audizione e venne scelto da Chas Chandler, manager di Jimi Hendrix, per formare la sezione ritmica della Jimi Hendrix Experience, assieme al bassista Noel Redding. Il suo stile e le sue capacità di batterista si adattavano bene alla musica e alle improvvisazioni del chitarrista statunitense (è memorabile il suo riff incalzante nel brano Fire). Con la Jimi Hendrix Experience incise tre album di studio: Are You Experienced e Axis: Bold as Love nel 1967, seguiti da Electric Ladyland nel 1968. Grazie al lavoro di quegli anni è oggi considerato uno dei più grandi batteristi inglesi di quel periodo, nonché uno dei migliori batteristi rock di tutti i tempi.
L'avventura della Jimi Hendrix Experience si concluse verso la fine dell'estate del 1969, quando Hendrix rimaneggiò la formazione alla ricerca di nuove sonorità. Nacque così la Band of Gypsys, con Buddy Miles, grande amico di Hendrix, a rimpiazzare Mitchell alla batteria e con Billy Cox al basso, un altro amico di lunga data del chitarrista.
L'esperienza con i Gypsys non soddisfece completamente Hendrix, così decise di richiamare Mitchell per le registrazioni del suo quarto album, che non venne tuttavia mai completato a causa della morte dello stesso Jimi Hendrix, avvenuta il 18 settembre del 1970, quando Mitchell faceva ancora parte della band che accompagnava Hendrix in tour.

### Anni successivi
In seguito all'avventura con Jimi Hendrix, Mitchell ha collaborato negli anni con altri grandi chitarristi come John McLaughlin, Larry Coryell, Jeff Beck e Muddy Waters. È da ricordare anche la sua apparizione al celebre show The Rolling Stones Rock and Roll Circus nel dicembre del 1968, in cui suonò la batteria nei Dirty Mac, supergruppo formato per l'occasione, nel quale oltre a lui militavano John Lennon, Eric Clapton e Keith Richards.
Nel 1999 ha suonato la batteria nel secondo album del chitarrista Scott Holt, Dark of the Night.

### Morte
Malato di cuore da tempo a causa dell'alcolismo di cui soffriva, Mitchell è stato trovato morto in una camera d'albergo a Portland, in Oregon, il 12 novembre 2008, all'età di 62 anni, a causa di un attacco di cuore che lo ha colto nel sonno. Si trovava negli Stati Uniti d'America per un tour di tributo a Jimi Hendrix ed è stato sepolto a Seattle, città natale di Hendrix.

## Discografia

### Con The Jimi Hendrix Experience
Album in studio
- 1967 – Are You Experienced
- 1967 – Axis: Bold as Love
- 1968 – Electric Ladyland

Raccolte
- 1968 – Smash Hits

Album dal vivo
- 2003 – Live at Berkeley
- Con Jimi Hendrix

- 1997 – First Rays of the New Rising Sun
- 2010 – Valleys of Neptune